# Nina, Pretty Ballerina
«Nina, Pretty Ballerina» — песня, записанная в 1973 году шведской группой ABBA. Она была выпущена на 7" виниловой пластинке в четырёх странах (Австрия, Франция, Филиппины и Кения) с целью продвижения дебютного альбома группы, Ring Ring. В австрийских чартах сингл достиг 8-й позиции.

## Список композиций
Австрия
1. A. «Nina, Pretty Ballerina»
2. B. «I Am Just a Girl»

Франция
1. A1. «Nina, Pretty Ballerina»
2. A2. «He Is Your Brother»

Филиппины
1. A1. «Nina, Pretty Ballerina»
2. A2. «So Long»

Кения
1. A. «Nina, Pretty Ballerina»
2. B. «Dance (While the Music Still Goes On)»

## Кавер-версии
- Шведская певица Лена Андерссон, записывавшаяся на том же лейбле, что и квартет, — Polar, — в 1972 году записала версию песни на немецком языке под названием «Heute treffen sich die Leute» (с нем. — «сегодня [здесь] собираются люди»). При записи использовалась изменённая версия оригинальной фонограммы[6]. Позднее эта композиция была включена на альбом Fernando und 11 Weitere ABBA-Hits — Deutsche Original-versionen, выпущенный в 1976 году в ФРГ для продвижения группы ABBA.
- Свою версию записала гонконгская певица Ровена Кортес для альбома 1977 года Sweet Fairy.
- Немецкая женская группа Pretty Maid Company также в 1977 году записала свою кавер-версию песни и выпустила её как сингл. Правда, в чарты ей попасть не удалось[7].